# Departamento Diamante
Diamante es un departamento de la provincia de Entre Ríos en la República Argentina. Es el tercero más pequeño de la provincia con una superficie de 2 774 km² y el octavo menos poblado, con 53 595 habitantes según censo de 2022.
Limita al oeste con la provincia de Santa Fe, al norte con el departamento Paraná, al sur con el departamento Victoria y al este con el departamento Nogoyá.
De acuerdo a la metodología utilizada por el INDEC para el censo 2010, el departamento Diamante comprendió 18 localidades: Aldea Brasilera, Paraje La Virgen (en la jurisdicción de Aldea Brasilera), Aldea Grapschental, Aldea Protestante, Aldea Salto, General Alvear, Aldea San Francisco (en la jurisdicción de General Alvear), Aldea Spatzenkutter, Aldea Valle María, Diamante (comprendiendo las entidades: Diamante, y Strobel), Estación Camps, General Racedo o El Carmen, General Ramírez, Colonia Ensayo, La Juanita (en la jurisdicción de Colonia Ensayo), La Jaula (en la jurisdicción de Colonia Ensayo), Puerto Las Cuevas, Libertador San Martín (comprendiendo las entidades Libertador San Martín, y Estación Puíggari que fue considerada localidad en 1991). Aldea Grapschental, La Juanita, y La Jaula, no fueron consideradas localidades en los censos de 1991 y 2001, mientras que General Alvear, y Paraje La Virgen no lo eran en 1991.

## Historia
El 27 de febrero de 1836 fue fundado el pueblo de El Diamante sobre la base del poblado de Punta Gorda.
El departamento fue creado el 13 de abril de 1849 mediante el Reglamento de Administración y Justicia:

Art. 3.º: Departamento del Diamante: su territorio desde el Paracao, Paraná abajo, hasta la Barra del Dol, comprendiendo el pueblo y suburbios, y los distritos Salto, Palmar, Costa Grande, Isletas.

Tras la desfederalización de Entre Ríos, el 21 de septiembre de 1860 fue sancionada la ley que creó las jefaturas políticas en cada departamento, siendo el jefe político un representante del poder ejecutivo a cuyas órdenes estaban los comisarios policiales y los alcaldes de distrito en sus funciones políticas. El 16 de enero de 1861 a propuesta del jefe político el gobernador Urquiza decretó para el departamento Diamante el nombramiento de un juez de paz, un alcalde de cuartel y 4 alcaldes de los distritos Salto, Palmar, Isletas y Costa Grande.
De acuerdo a un decreto de nombramientos del 18 de mayo de 1868 el departamento Diamante tenía un juez de paz y un alcalde de cuartel en la villa de Diamante, y alcaldes de los distritos de campaña de: Costa Grande o 1.º, Costa del Doll, Isletas, Palmar, Salto.
En 1871, el ministro de Gobierno de Entre Ríos solicitó a los jefes políticos de cada departamento de la provincia que elevaran un informe sobre los límites efectivos de sus jurisdicciones. El 3 de septiembre de ese año el jefe político de Victoria informó que el departamento Victoria limitaba con el de Diamante «por el oeste con el arroyo Doll desde sus puntas hasta su barra, que va hasta el camino de la cuchilla de Nogoyá al Paraná».
En 1887, el departamento Diamante limitaba por el norte con el arroyo Paracao hasta tocar en sus puntas con la línea del Ferrocarril Central Entrerriano, al este el arroyo Doll lo separaba de Victoria, incluyendo el campo de Mariano Chaparro, mientras que el río Paraná cerraba el perímetro.
De acuerdo a una carta del Departamento Topográfico de la provincia fechada el 29 de enero de 1892, el departamento Diamante tenía los siguientes límites:

Al Nord Este- el arroyo Paracao y el camino de la Cuchilla que lo separan de los Departamentos de Paraná y Nogoyá; al Sud Este - línea amojonada, el arroyo Doll y línea proyectada, que lo separan del Departamento de la Victoria; al Oeste el rio Paraná.

El 21 de junio de 1979, la intervención militar de la provincia sancionó y promulgó la ley n.º 6378 que rectificó y precisó los límites interdepartamentales. El límite entre los departamentos Diamante y Paraná que se apoyaba en el arroyo Paracao y la antigua traza de la ruta nacional n.º 131 (camino general de la Cuchilla) fue rectificado para dejar en el departamento Paraná la totalidad de las localidades de Oro Verde, Tezanos Pinto, Villa Fontana, Gobernador Etchevehere y Crespo, y en el departamento Diamante la de General Racedo. El límite entre los departamentos Diamante y Nogoyá que se apoyaba en la ruta n.º 131 fue rectificado para dejar en el departamento Diamante la totalidad de las localidades de Camps y de General Ramírez. Estas modificaciones significaron que fueran transferidos al distrito Sauce del departamento Paraná parte de los distritos Salto (ejido de Oro Verde al sur del arroyo Paracao, y área adyacente a Tezanos Pinto), Palmar (áreas adyacentes a Villa Fontana y a Villa Gobernador Etchevehere) y al distrito Espinillo del departamento Paraná el área sur del ejido de Crespo compuesto por una parte del distrito Palmar y otra del distrito Isletas. Simultáneamente el distrito Palmar recibió parte del distrito Espinillo del departamento Paraná (área adyacente a General Racedo), y el distrito Isletas parte del distrito Algarrobitos del departamento Nogoyá (área noreste del ejido de General Ramírez). Aunque el decreto-ley n.º 6378 perdió eficacia el 10 de diciembre de 1987 al no ser prorrogada su vigencia, los límites quedaron legalmente retrotraídos a los existentes al 24 de marzo de 1976 (excepto los legislados posteriormente en democracia). Sin embargo, los organismos públicos provinciales y nacionales continuaron utilizando los límites dispuestos por ese decreto-ley sin revertir a los límites previos.
El decreto-ley n.º 22067, sancionado y promulgado el 5 de septiembre de 1979 y confirmado por el Congreso Nacional al sancionarse el Digesto Jurídico Argentino el 21 de mayo de 2014 como ley DJA W-1200, asignó a la jurisdicción de Entre Ríos que corresponde al departamento Diamante las siguientes islas del río Paraná:

quedarán para Entre Ríos las siguientes islas: ...Carcarañá, las Pencas, sin nombre 14 (km. 527), del Puerto, Islas Larga B, las Arañas, sin nombre 15 (frente a Gral. Alvear), Paracao o Febre, ...
Decreto-ley N.º 22067

## Gobiernos locales

### Municipios
| Municipio             | Población |
| --------------------- | --------- |
| General Ramírez       | 8614      |
| Diamante              | 19 545    |
| Aldea Valle María     | 2126      |
| Libertador San Martín | 5273      |
| Aldea Brasilera       | 2603      |

### Comunas
| Municipio           | Población |
| ------------------- | --------- |
| Aldea Protestante   | 805       |
| Aldea Spatzenkutter | 541       |
| Colonia Ensayo      | 543       |
| Estación Racedo     | 648       |
| Las Cuevas          | 1094      |

### Centros rurales de población
Los centros rurales de población gobernados por juntas de gobierno son:
Segunda categoría
- Costa Grande: creado el 17 de abril de 1984.[16] Población rural dispersa.
- General Alvear: antes del 11 de agosto de 1978
- Isletas: creado el 5 de abril de 1984.[17] Población rural dispersa.

Tercera categoría
- Aldea Salto: creado el 1 de junio de 1984[18]
- Estación Camps: creado en 1974

Cuarta categoría
- Aldea Grapschental: creado el 3 de septiembre de 1986.[19] Población rural dispersa.

Los integrantes de las juntas de gobierno fueron designados por decreto del gobernador hasta que fueron elegidos por primera vez el 23 de noviembre de 2003, sin embargo, dado que los circuitos electorales en algunos casos no coinciden con las jurisdicciones de las juntas de gobierno algunas de ellas siguen siendo designadas por decreto mientras que otras se agrupan para elegir una sola junta. En este último caso, el gobierno se reserva el derecho de realizar posteriormente la designación de la o las juntas subsumidas. En las elecciones del 23 de noviembre de 2003, 18 de marzo de 2007, 23 de octubre de 2011 y 25 de octubre de 2015 Aldea Spatzenkutter y Pueblo General Alvear eligieron una única junta de gobierno. Sin embargo, el gobierno provincial designó integrantes de Pueblo General Alvear el 12 de marzo de 2004, 9 de septiembre de 2008, 15 de febrero de 2012 y 10 de febrero de 2016.
Los circuitos electorales utilizados para las elecciones de las juntas de gobierno son (CIRCUITO ELECTORAL: junta de gobierno):
- CIRCUITO ELECTORAL: junta de gobierno
- 81-P. ALVEAR - SPATZENKUTTER: Pueblo General Alvear (y Aldea Spatzenkutter)
- 85-GRAPSCHENTAL: Aldea Grapschental
- 86-ALDEA SALTO: Aldea Salto
- 89-COSTA GRANDE-90-DOLL: Costa Grande
- 94-CAMPS: Estación Camps
- 97-ISLETAS: Isletas

El circuito electoral 83-PUEBLO NUEVO corresponde a un área no organizada en las que no se elige un gobierno local.

## Distritos
El departamento Diamante se divide en 6 distritos. Para fines de mensuras catastrales y en algunas ramas de la administración provincial el ejido original del municipio de Diamante es considerado aparte de los distritos y la Codificación General de Jurisdicciones Político Administrativas de la Provincia de Entre Ríos le asigna el código 0300.
| Código - Distrito        | Área (en km²) |
| ------------------------ | ------------- |
| 0301 - Costa Grande      | 286,97        |
| 0302 - Doll              | 263,84        |
| 0303 - Isletas           | 294,31        |
| 0304 - Palmar            | 589,31        |
| 0305 - Salto             | 81,75         |
| 0306 - Islas de Diamante | 1147,6        |

- Costa Grande: comprende el ejido municipal de Diamante y la parte sur del de Villa Libertador San Martín, y parte del área jurisdiccional del centro rural de población de Costa Grande.
- Doll: comprende el área jurisdiccional de la comuna de Las Cuevas y parte del área jurisdiccional del centro rural de población de Costa Grande.
- Isletas: comprende el ejido municipal de General Ramírez y las áreas jurisdiccionales de los centros rurales de población de Estación Camps y de Isletas.
- Palmar: comprende los ejidos municipales de Aldea Valle María, de Aldea Brasilera, y parte del de Libertador San Martín; las áreas jurisdiccionales de las comunas de Aldea Protestante, Aldea Spatzenkutter y Estación Racedo, de los centros rurales de población de Aldea Salto, Aldea Grapschental y General Alvear y el área no organizada formada por parte del circuito electoral Pueblo Nuevo.
- Salto: comprende el área jurisdiccional de la comuna de Colonia Ensayo.
- Sección Islas de Diamante: no incluida en ninguna jurisdicción.

## Demografía
Cuenta con 53 595 habitantes (Indec, 2022), lo que representa un incremento del 16,9% frente a los 46 361 habitantes (Indec, 2010) del censo anterior.
La población se encuentra repartida en 27 538 mujeres y 26 057 hombres, con un índice de masculinidad de 94,6 hombres por cada 100 mujeres. 
La edad mediana de la población es de 34 años (35 años entre las mujeres y 33 años entre los hombres).
El 13,5% de la población tiene más de 65 años (frente al 12,5% en 2010), y el 3,1% de la población tiene más de 80 años (frente al 2,9% en 2010)
De las personas residentes en el departamento, unas 7 583 nacieron fuera de la provincia, y unas 1 592 lo hicieron fuera del país, siendo los grupos de inmigrantes más numerosos los provenientes de:
1. Uruguay: 286 personas
2. Brasil: 265 personas
3. Paraguay: 124 personas
4. Perú: 123 personas
5. Bolivia: 90 personas

## Área natural protegida
En el departamento Diamante se halla el parque nacional Predelta, de 2458 ha, que fue creado el 13 de enero de 1992.
Como parte del Sistema Provincial de Áreas Protegidas se halla en el departamento el paisaje protegido municipal Cascada Ander Egg, que es administrada por el municipio de Diamante. Tiene 3 ha y fue creada en 1996.
También según la ley 10767 de fines del año 2019, el Ejecutivo declaró “parque natural” el inmueble denominado Sobrante “S” de la Colonia General Alvear. Se encuentra en el distrito Palmar, Junta de Gobierno de Aldea Brasilera, con una superficie de 35,62 hectáreas y está enmarcado en una zona de suaves barrancas, con añosa arboleda, selva en galería y ambiente hidrófilo, representado además un enorme valor escénico.